# Dutch Harbor
Dutch Harbor is een haven op het eiland Amaknak, een klein eilandje vlak bij het eiland Unalaska in de Amerikaanse staat Alaska. Het vormt onderdeel van een stad die eveneens Unalaska is genaamd. Beide eilanden zijn middels een brug met elkaar verbonden en behoren tot de Aleoeten, de eilandenreeks tussen Alaska en het Russische schiereiland Kamtsjatka. Er wonen 4300 mensen. Het is in grootte de elfde stad van Alaska. De belangrijkste industrie is de visserij. De haven is bekend vanwege de krabvisserij.
Volgens sommigen is de naam Dutch Harbor ontstaan toen de ontdekkingsreiziger James Cook een Nederlands schip voor anker zag liggen toen hij hier aankwam. Anderen verwijzen in dit verband naar Ivan Solovjov van het schip Svjatye Pjotr i Pavel die hier in 1772 de plaats 'Gollandskaja gavan' (Hollandse haven) vestigde; Dutch Harbor dus.
Tijdens de Tweede Wereldoorlog werd Dutch Harbor door Japan op 3 juni 1942 gebombardeerd.
In de documentairereeks Deadliest Catch, die regelmatig is te zien op Discovery Channel, wordt de haven vaak genoemd als vertrek- en losplaats.

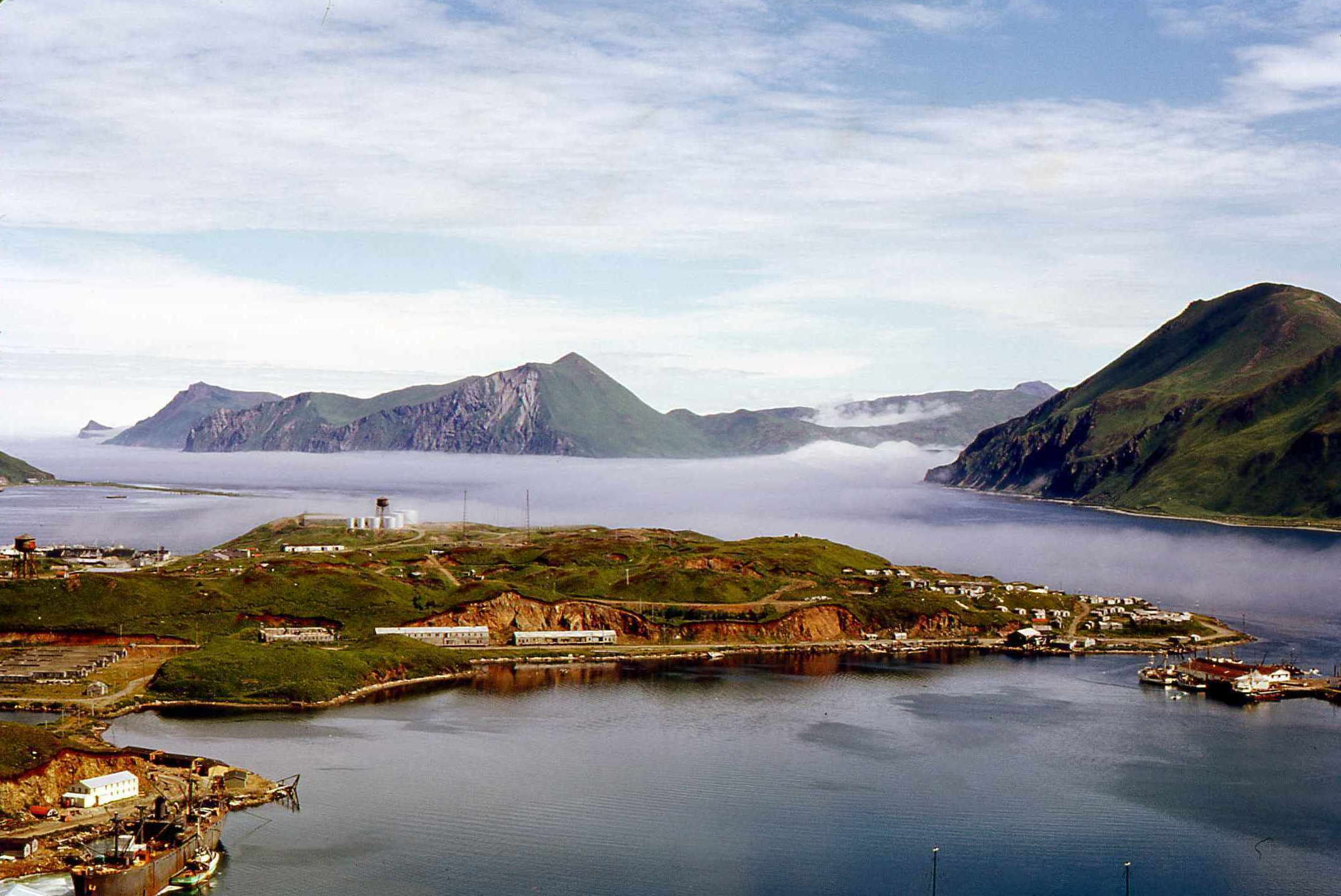
Dutch Harbor
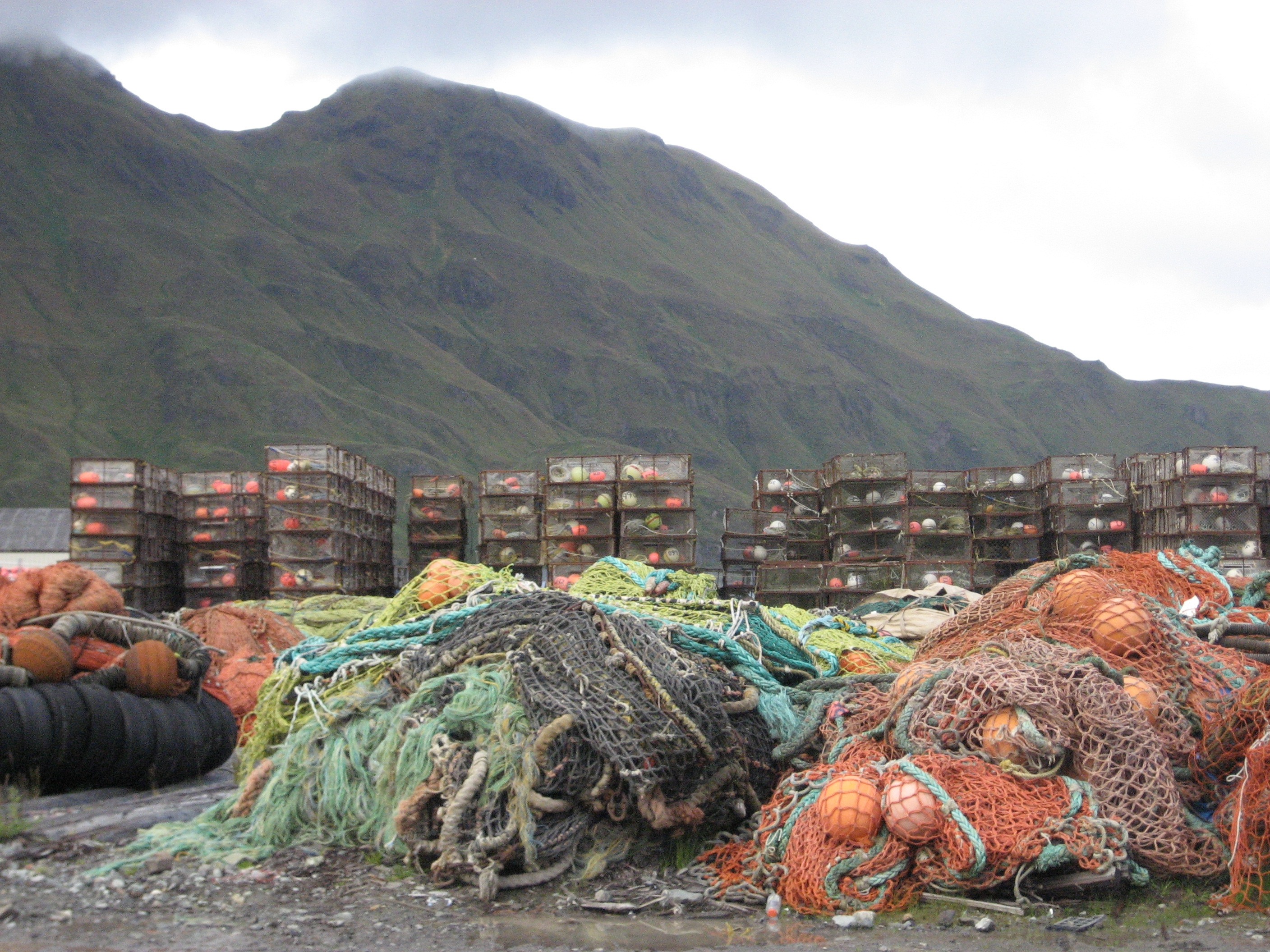
Netten en kooien voor de visserij
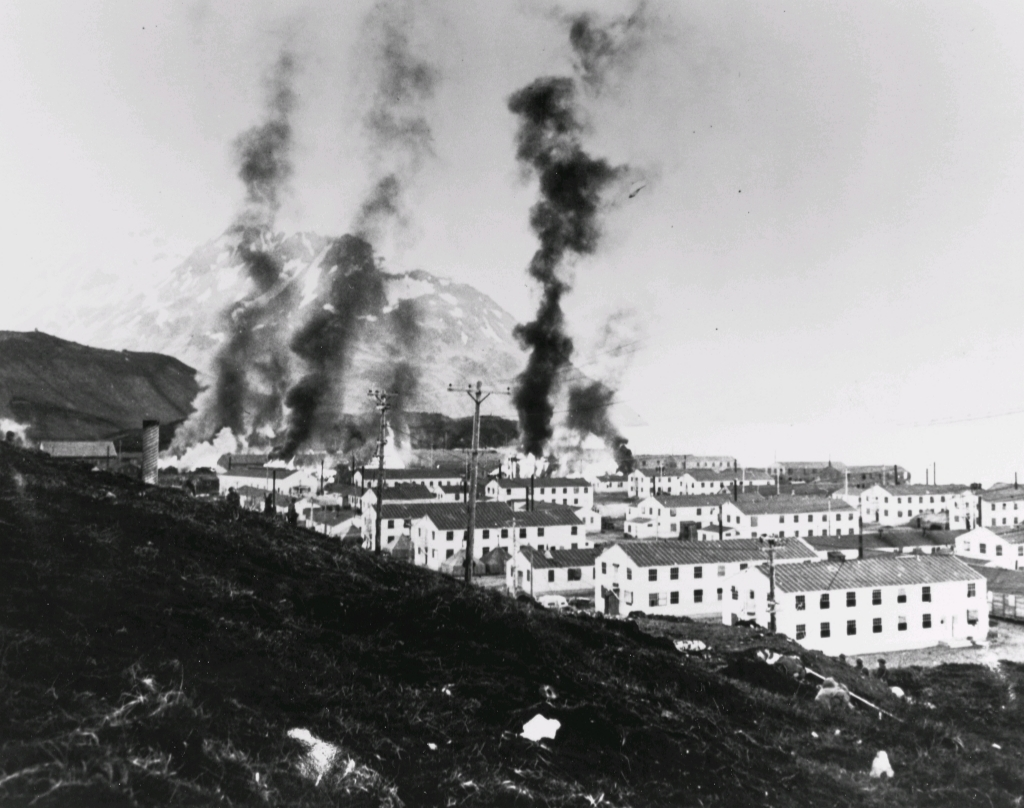
Japanse aanval op Dutch harbour in de Tweede Wereldoorlog